# (34169) 2000 QA33
2000 QA33 (asteroide 34169) é um asteroide da cintura principal. Possui uma excentricidade de 0.07197680 e uma inclinação de 11.66567º.
Este asteroide foi descoberto no dia 26 de agosto de 2000 por LINEAR em Socorro.